# ラフォキサニド
ラフォキサニド（英：Rafoxanide）は駆虫薬として使用されるサリチルアニリドである。反芻動物において、肝蛭と巨大肝蛭の成虫の治療に最も一般的に使用されている。